# Thorsten Schatz

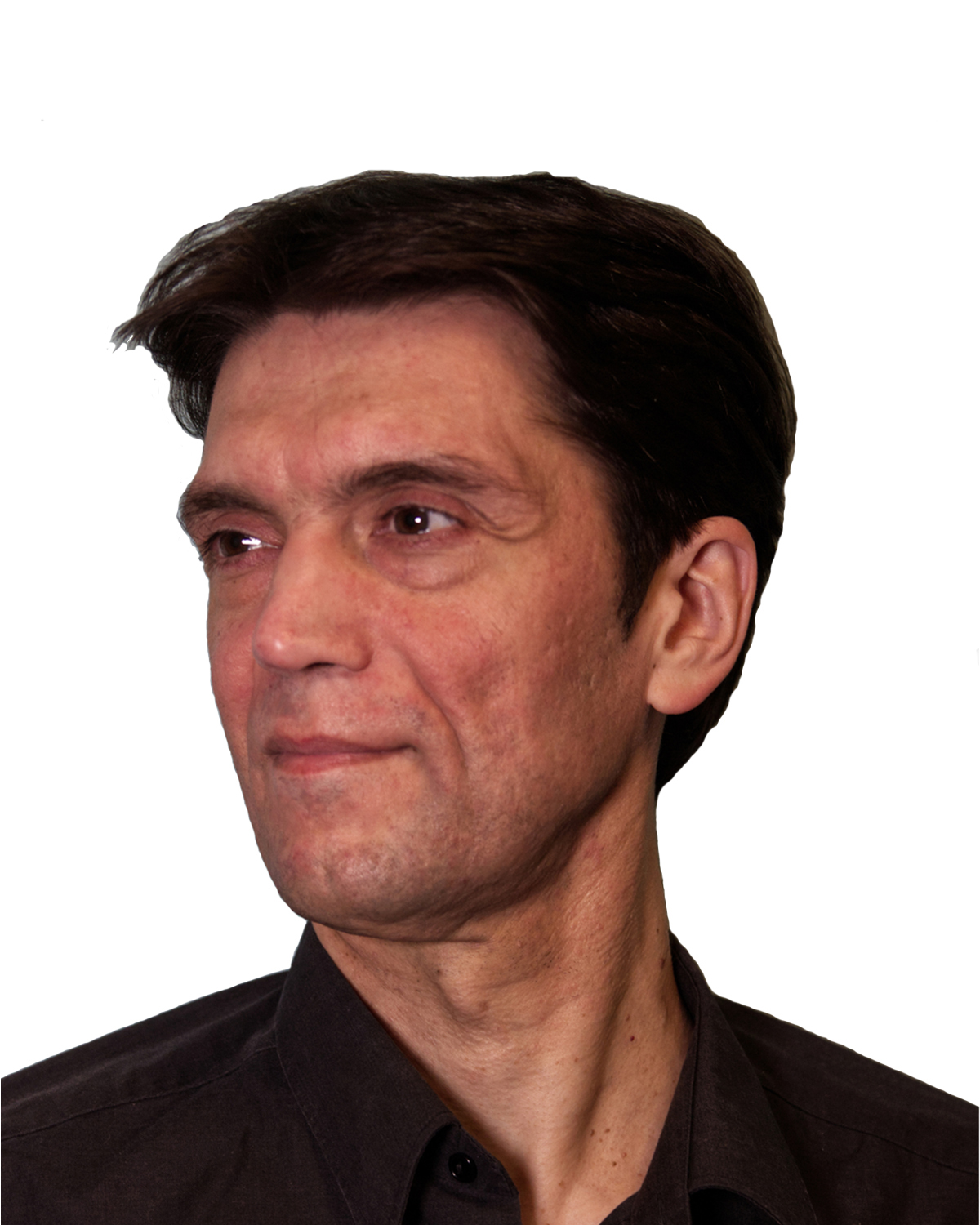
Thorsten Schatz

Thorsten Schatz (* 22. Dezember 1968 in Bad Harzburg) ist ein deutscher Journalist und Autor.

## Leben
Während seines Studiums der Literaturwissenschaft und Geschichte beschäftigte sich Schatz mit Jugendkulturen und ihrer Musik. Er referierte zu diesem Thema u. a. beim Symposium Mediengenerationen an der Universität Hamburg und im Historischen Museum Hannover.
Ende der 1990er Jahre wandte sich Schatz dem Journalismus zu und schrieb Artikel für kult!, das Jazz Podium, tonart (Musikmagazin im Deutschen Ärzteblatt), das plus Magazin, The German Times und diverse andere Medien. Hinzu kommen Bücher über kulturelle Phänomene wie Star Wars (Star Wars in 60 Minuten) oder Der Herr der Ringe (Tolkien in 60 Minuten) und Biografien von Künstlern aus dem Pop-Bereich. Dazu gehören Bücher über Genesis, David Garrett, Tokio Hotel (Platz 1 der Taschenbuch-Bestsellerliste (Sachbuch) am 7. Juli 2006), Shakira, Lena Meyer-Landrut, James Blunt, Justin Bieber, Unheilig, Jan Delay. Schatz schrieb auch Texte und Bücher für Kinder und Jugendliche wie Was du schon immer über Popmusik wissen wolltest und den Haustierratgeber Kauf mir ein Krodkodil.
Nach dem Thriller Torlando – Gangsterlehre (2020), den er zusammen mit seinem Sohn Philip Schatz geschrieben hat, veröffentlichte er den Musik-Thriller Sing und stirb mit zwei Buch-Songs (Killerlady und My Songs).
Thorsten Schatz lebt in Hannover.

## Werke (Auswahl)
- Sing und stirb. Ganymed Edition, Hemmingen 2024.
- mit Philip Schatz: Torlando – Gangsterlehre, Ganymed Edition, Hemmingen 2020.
- Star Wars in 60 Minuten. Thiele Verlag, München/Wien 2014.
- mit Michael Fuchs-Gamböck: Tolkien in 60 Minuten. Thiele Verlag, München/Wien 2013.
- mit Michael Fuchs-Gamböck: Cro – Easy zum Erfolg: Die inoffizielle Biografie. Heel Verlag, Bonn 2012.
- mit Michael Fuchs-Gamböck: Jan Delay: Die Biografie. Heyne Verlag, München 2011.
- mit Michael Fuchs-Gamböck: Unheilig: Der Graf und seine Welt. Bastei Lübbe, Köln 2011.
- mit Michael Fuchs-Gamböck: David Garrett: Der Rebell mit der Geige. Droemer Knaur, München 2010.
- mit Michael Fuchs-Gamböck: Lena. Einfach raus und leben. Heyne, München 2010.
- mit Michael Fuchs-Gamböck: Shakira – Die Biografie. Hannibal, Innsbruck 2009.
- mit Monika Schatz, Thomas Duffé: Kauf mir ein Krokodil! Bloomsbury, Berlin 2008.
- Jetzt und wir. Droemer Knaur, München 2008 (mit Michael Fuchs-Gamböck)
- mit Michael Fuchs-Gamböck: High – Die James-Blunt-Story. Bosworth, Berlin 2007.
- mit Michael Fuchs-Gamböck: LaFee – Das erste Mal. Droemer Knaur, München 2007.
- mit Michael Fuchs-Gamböck: Was du schon immer über Popmusik wissen wolltest. Bloomsbury, Berlin 2007.
- mit Michael Fuchs-Gamböck: Genesis. 40 Jahre Rockgeschichte. Heel Verlag, Königswinter 2007.
- mit Michael Fuchs-Gamböck: Tokio Hotel. So laut du kannst. Blanvalet, München 2006.